# 達智門
達智門（たっちもん）は、平安京大内裏の外郭十二門のひとつである。左衛門府が警固を担当した。

## 概要
大内裏の北面、偉鑒門の東。一条大路に面している。大きさは5間、戸3間だった。
延暦13年（794年）、宮城経営のとき備中国・備後国が造営し、丹治比氏がこれを監したことがその名称の由来（たぢひ → たっち）。当初は「丹比門」といった。もとは「多天井（たてい）の門」と呼ばれた。弘仁9年（818年）、額を改め、橘逸勢の筆額を掲げた。